# Скоро ще дойде дъждът
„Скоро ще дойде дъждът“ (на руски: Скоро будет дождь; на виетнамски: Giời sắp mưa) е анимационен филм от 1959 на режисьора Владимир Полковников. Филмът е копродукция на СССР и Виетнам. Създаден е по мотиви от виетнамска народна приказка.

## Сюжет
Внимание:  Текстът по-долу разкрива сюжета на произведението (или части от него)!
Повелителят на небесата Онг Зьой, увлечен от страстта си, проиграва в партия на шах срещу злата старица и вещица Засухе всички реки, водопади, ручеи и езера... Земята пресъхва. Животните от джунглата, начело с жабата, се отправят към покоите на господаря на небето, за да го молят да осигури вода... за да възкръсне планетата.

## В ролите
Персонажите във филма са озвучени с гласовете на:
- Елена Понсова като жабата, Засухе и лисицата
- Анатолий Кубацкий като Онг Зьой
- Михаил Погоржелский като мечката и змея
- Галина Новожилова като рибата
- Владимир Лепко като тигъра и бивола
- Владимир Грибков като разказвача
- Георгий Миляр като дракона

## Награди
- Бронзова статуетка „Свети Теодор“ в категорията детски филми от 21-вия Международен кинофестивал за документални и късометражни филми във Венеция, Италия през 1959 година.
- Втора награда в категорията анимационни филми от Всесъюзния кинофестивал в Минск от 1960 година.
- Диплом за изкуство от 3-тия Международен кинофестивал в Бергамо, Италия от 1960 година.